# Àtom exòtic
Un àtom exòtic és un àtom normal, en el qual s'ha substituït una o més partícules per altres partícules de la mateixa càrrega. Per exemple, els electrons es poden substituir per altres partícules negatives com els muons o pions. Com que els nous sistemes són altament inestables, les vides mitjanes de desintegració dels àtoms exòtics tendeixen a ser extremadament curtes.

## Àtoms muònics
En un àtom muònic, se substitueix un electró per un muó, el qual, com l'electró, és un leptó. Ja que els leptons són només sensibles a les forces febles, electromagnètica i gravitatòria, els àtoms muònics es regeixen per la interacció electromagnètica que és la mes forta de les tres. No hi ha complicacions degudes a la força nuclear forta, com passa entre els leptons i el nucli.
A causa de la major massa d'un muó pel que fa a la d'un electró, les òrbites de Bohr d'aquests àtoms són menors, i les correccions degudes a l'electrodinàmica quàntica són més importants que les d'àtoms normals. L'estudi dels nivells energètics i dels índexs de transició des d'estats excitats cap a l'estat fonamental dels àtoms muònics aporta més dades a l'electrodinàmica quàntica.

## Àtoms hadrònics
Un àtom hadrònic és un àtom en el qual un o més dels electrons orbitals se substitueixen per hadrons. Els hadrons possibles inclouen mesons, com els pions o kaons, i formen un àtom mesònic; antiprotons, produint un àtom antiprotònic; i partícula Σ−, que conduirà a l'àtom sigmaòtic o Σ−.
A diferència dels leptons, els hadrons poden interaccionar mitjançant força forta; per això, els nivells d'energia dels àtoms hadrònics estan influenciats per les forces nuclears entre el nucli i l'hadró. Com que la força forta és una interacció de curt abast, els efectes són més forts si l'orbital atòmic implicat és proper al nucli quan els nivells d'energia implicats poden ampliar-se o desaparèixer a causa de l'absorció de l'hadró pel nucli. Els àtoms hadrònics, com l'hidrogen piònic i l'hidrogen kaònic, són interessants per a estudiar experimentalment la teoria de la interacció forta, cromodinàmica quàntica.

## Oni
L'oni és l'estat que uneix una partícula i la seva antipartícula. El clàssic oni és el positroni, que consisteix en un electró i un positró units en un estat metaestable de llarga durada. El positroni s'estudia des dels anys 50 per a entendre la teoria quàntica de camps.
El muoni, malgrat el seu nom, no és un estat oni d'un muó positiu i negatiu, car la IUPAC assignà aquest nom per al sistema d'un muó positiu unit amb un electró. Això no obstant, s'ha teoritzat la producció de muoni autèntic (o dimuoni), que seria un estat oni, com també seria el cas del "tauoni autèntic" (o ditauoni) format per un parell de leptons tau de càrrega oposada.
El pioni, un estat que uneix dos pions de càrrega oposada, és interessant per a l'exploració de la interacció forta. Com també és el cas per als seus "germans" més pesants kaoni i protoni. Els veritables anàlegs del positroni en la teoria d'interaccions fortes, això no obstant, no són àtoms exòtics sinó mesons, els estats quarkònics, els quals estan fets d'un quark pesant com el quark c o el quark b i el seu antiquark. Els quarks t són tan pesants que es desintegren mitjançant força feble abans de formar estats lligats "toponi". L'exploració d'aquests estats mitjançant la cromodinàmica quàntica no relativista i el reticle QCD són tests cada cop més importants de la cromodinàmica quàntica.
Entendre els estats d'unió d'hadrons com el pioni, kaoni, el protoni és també important per a clarificar nocions relacionades amb els hadrons exòtics, com les molècules mesòniques i els estats pentaquarks.

## Àtoms hipernuclears
Els àtoms poden estar constituïts per electrons que orbiten un hipernucli, el qual pot contenir partícules estranyes, denominades hiperons. Aquests àtoms hipernucleares s'estudien principalment per estudiar aspectes de la física nuclear, més que no pas la física atòmica.

## Àtoms dequasipartícules
En sistemes de matèria condensada, tal com en alguns semiconductors, hi ha estats anomenats excitons, en els quals un electró s'uneix a un forat d'electró.